# Corio N.V.
Corio N.V. war eine niederländische Immobiliengesellschaft mit Sitz in Utrecht. Corio besaß 2007 Immobilien im Gesamtwert von etwa 6,8 Milliarden Euro, der größte Teil davon Shopping Center.
In Deutschland wurden folgende Shopping-Center von Corio betrieben: Centrum Galerie Dresden, Forum Duisburg, Königsgalerie Duisburg und Boulevard Berlin.
Entstanden war Corio im Jahr 2000 durch den Zusammenschluss von Vastgoedfonds voor Institutionele Beleggers (VIB) und Winkel Beleggingen Nederland (WBN). Seit 2015 gehört Corio zum französischen Immobilienkonzern Klépierre.